# Адольф Абрагамович
Адольф Абрагамович (вірм. Ադոլֆ Աբրահամովիչ (Ադոլֆ Աբրահամյան), пол. Adolf Abrahamowicz) — польський письменник, драматург комедійного жанру вірменського походження.

## Біографія
Адольф Абрагамович народився 7 листопада 1849 року у Львові в родині великого землевласника. Більшу частину свого життя прожив у Львові.

## Творчість
У 1880 році видав свій перший твір — одноактну комедійну п'єсу «Dwie teściowe». Співпрацював з різними театральними режисерами і акторами, серед яких найвідомішим був Ришард Рушковський. Разом з ним Адольф Абрагамович написав фарси «Mąż z grzeczności» (1885), «Oddajcie mi żonę» (1886) і «Florek» (1887). Пізніше фарс «Mąż z grzeczności» був переведений на німецьку та чеську мови. Його п'єси були популярні в театральних постановках кінця XIX століття.
Помер 16 серпня 1899 року в селі Торговиця (сьогодні — Україна) в маєтку свого старшого брата Давида Абрагамовича.